# Медаль Войны 1939—1945 (Франция)

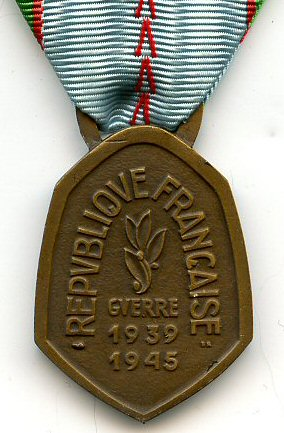
Реверс медали

Памятная медаль Войны 1939—1945 —  французская медаль, предназначенная для награждения военнослужащих и гражданских лиц, принимавших участие в кампаниях Второй мировой войны.

## История
Медаль учреждена Указом № 46-1217 от 21 мая 1946 года.. Как и предшествовавшая ей медаль «В память о войне 1914—1918», предназначалась для всех активных участников войны, внесшим свой вклад в противостояние со странами «Оси» в том числе, воевавших в рядах французских вооружённых сил иностранцев и членов экипажей вооружённых судов.
Указ от 2 августа 1949 г. расширил её применение на принимавших участие в мероприятиях французской гражданской обороны.

## Описание награды
- Медаль: в форме вытянутого шестиугольника, из бронзы. Максимальная длина 38 мм (без кольца), ширина 28 мм. На лицевой стороне изображен петух с распростертыми крыльями, стоящий на разорванной цепи на фоне Лотарингского креста (символ голлизма). На оборотной стороне в центре стилизованное изображение лавровой ветви над надписью Guerre 1939-1945 (рус. война 1939-1945), окаймлённые по дуге надписью République française (рус. Французская республика). Посредством расположенного в верхней части кольца, медаль крепится к ленте.
- Лента: шириной 38 мм, из голубого муара, по краям окаймлена узкими красными (1 мм), широкими зелёными (3 мм) и вновь узкими красными полосками. В центре по вертикали расположено повторяющееся изображение буквы "V" красного цвета (символ победы)[1].
- Дополнительные знаки отличия и награды: к ленте медали могут крепиться пристёжки[2], означающие участие в кампаниях[4] (12 официальных с указанием ТВД либо кампаний (1 отменена) и 7 с датами):

- France («Франция», 3.09.1939 — 25.06.1940 (Саарская операция, Французская кампания));
- Norvège («Норвегия», 12.04.1940 — 17.06.1940 (Норвежская операция));
-  Afrique («Африка», 25.061940 — 13.05.1943 (африканский фронт));
- Libération («Освобождение») за операции на Корсике и Французскую кампанию 25.06.1940 — 8.05.1945 (Движение Сопротивления, сражение за Корсику, освобождение Франции));
- Allemagne («Германия» 14.09.1944 — 8.05.1945 (Центрально-Европейская операция));
- Extrême-Orient («Дальний Восток» (включая Индийский и Тихий океаны) для операций 7.12.1941 - 15.08.1945 (Тихоокеанский ТВД));
- Grande-Bretagne («Великобритания», 25.06.1940 — 8.05.1945. (Битва за Британию));
- URSS («СССР» за действия авиаполка «Нормандия — Неман»  на Восточном ТВД с 28.11.1942 — 8.05.1945);
- Atlantique («Атлантика», эта и последующие пристёжки за морские операции, проводившиеся в соотв. океане/море Битва за Атлантику;
- Méditerranée («Средиземное море»)
- Manche («Ла-Манш»)
- Mer du Nord («Северное море»)

Существовавшая пристёжка ITALIE за Итальянскую кампанию была отменена в 1953 году в связи с учреждением соответствующей медали. 
Существуют также неофициальные пристёжки, например, «Italie 1943», «Ile d'Elbe», или «Autriche» (список неполон), созданные в частном порядке для военнослужащих, желавших отметить своё участие в боях на конкретных участках фронта, не попавших в установленный список.
Кроме того, имеются 7 пристёжек с датами 1939, 1940, 1941, 1942, 1943, 1944 and 1945 предназначенных тех случаев, когда события, ставшие причиной награждения медалью, имели место вне рамок указанных ТВД и/или периодов, указанных выше.
Ещё 2 пристёжки были учреждены указом от 2 августа 1949 года:
- DÉFENSE PASSIVE (рус. Гражданская оборона) для тех получивших травмы или ранения участников мероприятий по защите населения, которым полагалась пенсия по инвалидности.
- ENGAGÉ VOLONTAIRE (рус. ((призванный) доброволец) для тех, кто мог подтвердить факт добровольного вступления в ряды вооружённых сил в период 1939-1945 гг.

## Известные награждённые
- генерал Филипп Леклерк
- генерал Мари-Пьер Кёниг
- участник Сопротивления Жан Мулен
- генерал Альфонс Жюэн
- генерал Шарль де Голль
- генерал Анри Жиро
- полковник КМП США Питер Ортис[англ.], впоследствии также киноактёр
- лётчик-ас Пьер Клостерманн